# Megachile guineae
Megachile guineae är en biart som beskrevs av Embrik Strand 1912. Megachile guineae ingår i släktet tapetserarbin, och familjen buksamlarbin. Inga underarter finns listade i Catalogue of Life.